# Bremer Straßen

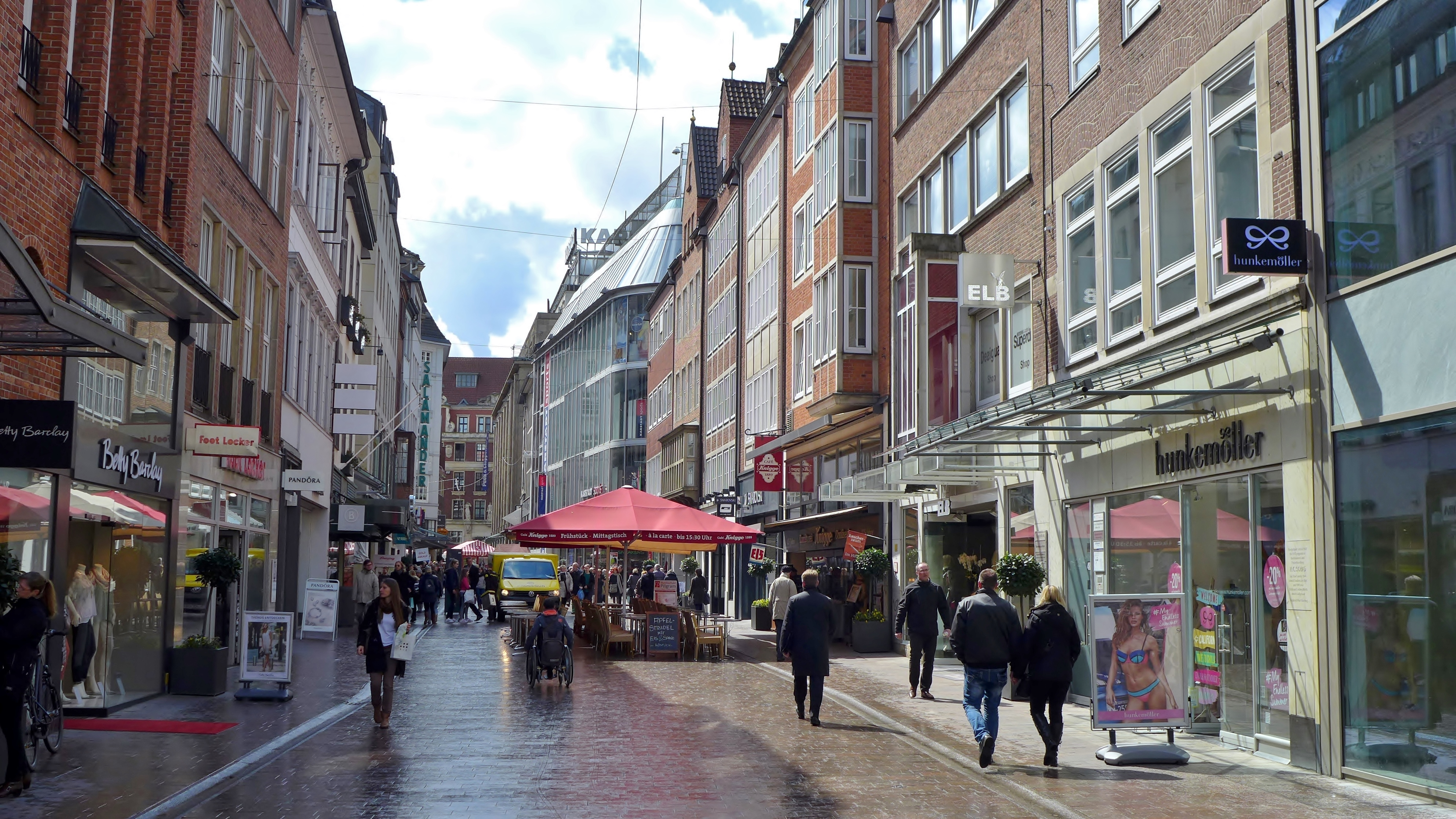
Sögestraße, 2016

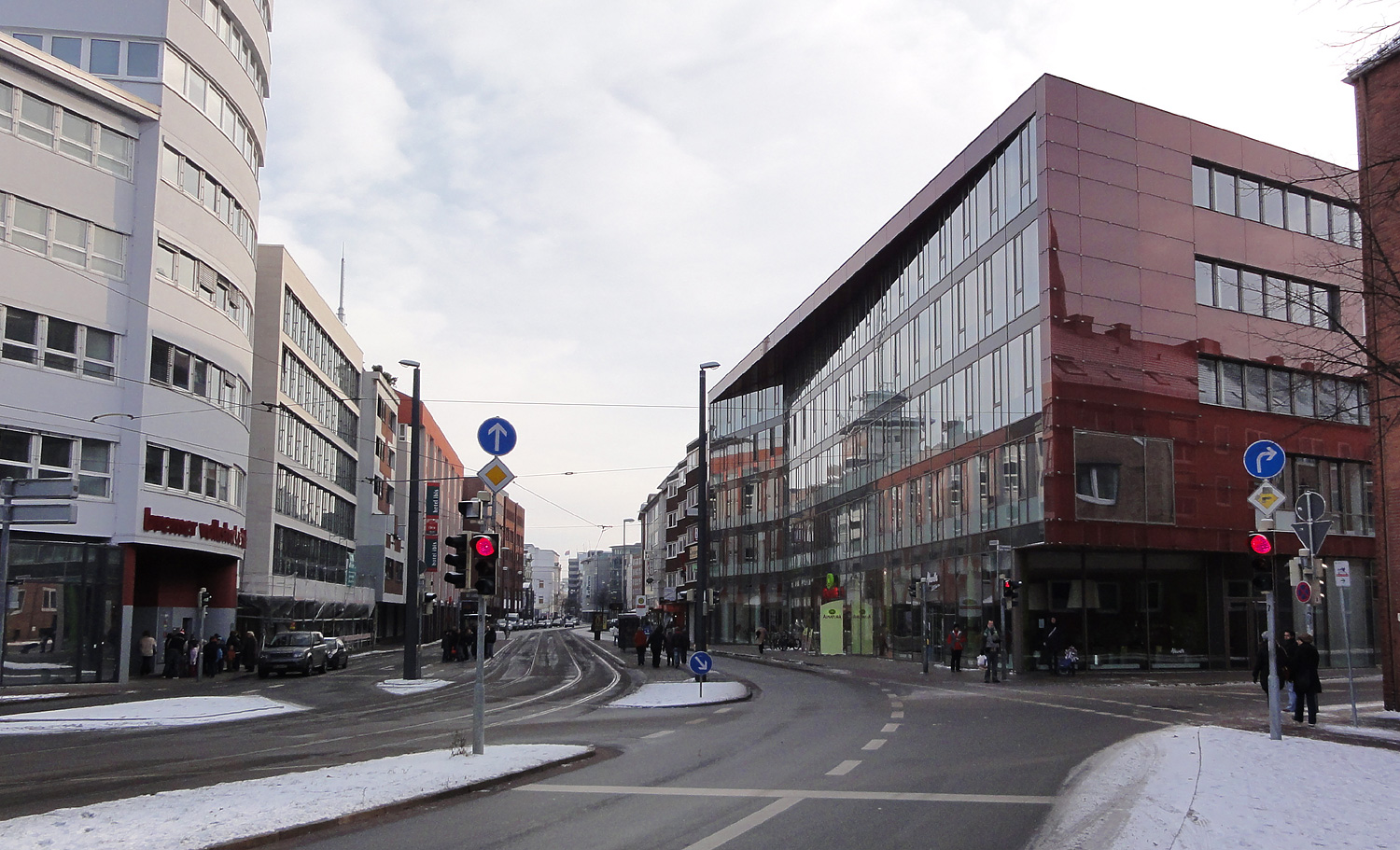
Faulenstraße, 2010

Die Bremer Straßen bilden das Straßennetz der Stadtgemeinde Bremen. 2024 gab es 4455 Straßen, Wege und Plätze, davon rund 3000 kommunale Innerortsstraßen mit einer Gesamtlänge von rund 1400 Kilometern. Die 2127 Hektar Straßenflächen umfassen ca. 6,5 % der Bodenfläche von Bremen. 157.413 Hausnummern registrierte das Statistische Landesamt Bremen.
Sie sind geprägt von den historischen Ortskernen in der bremischen Altstadt und dem heutigen Stadtteil Vegesack in Bremen-Nord, sowie von der späteren Ausbreitung der Stadt entlang der Weser. Wegen der langgestreckten Struktur des heutigen Stadtgebietes und der großen Ausdehnung von Bremen mit rund 43 Kilometern von Farge im Norden bis Mahndorf im Osten, sind die Bremer Straßen oft in Nordwest-Südost-Richtung verhältnismäßig lang.
Das Straßennetz ist zumeist auf die beiden Hauptrichtungen Nord-Süd und Ost-West ausgerichtet. Die ältesten Straßen stammen aus dem 10. Jahrhundert, wurden jedoch erst später urkundlich erwähnt. Bremens längste Straße ist die 7200 Meter lange Waller Straße, die durch mehrere Stadt- und Ortsteile im Stadtbezirk West führt. Die im Stadtbezirk Süd in der Bremer Neustadt gelegene Kornstraße hat mit Nr. 648 die höchste Hausnummer.
In alphabetischer Reihenfolge sind die bekannten Straßen gelistet als Wikipedia-Artikel in der Kategorie Innerortsstraße in Bremen. In den Artikeln wird die Bedeutung der Straßennamen und deren Quer- und Anschlussstraßen dargestellt.

## Allgemeines
In der Stadt Bremen gibt es gegenwärtig insgesamt 5310 Straßen, Wege und Plätze (Stand: Dezember 2018). Ihre Gesamtlänge beträgt rund 1400 Kilometer. Während viele Straßen „die Namen von Bürgermeistern, umliegenden Gemeinden oder sogar Märchenfiguren tragen, sind die von Frauen rar“: Nur etwas mehr als 80 Straßen sind nach weiblichen Persönlichkeiten benannt mit aber zunehmende Anzahl seit 2018. Seit Ende der 2000er Jahre gab es verschiedene Initiativen aus Politik und Gesellschaft, Frauen bei Namensgebungen von Straßen verstärkt zu berücksichtigen. Die Beiräte, bei denen – gemäß Ortsgesetz – das Vorschlagsrecht bei Straßenbenennungen liegt, setzen die Anregung um.

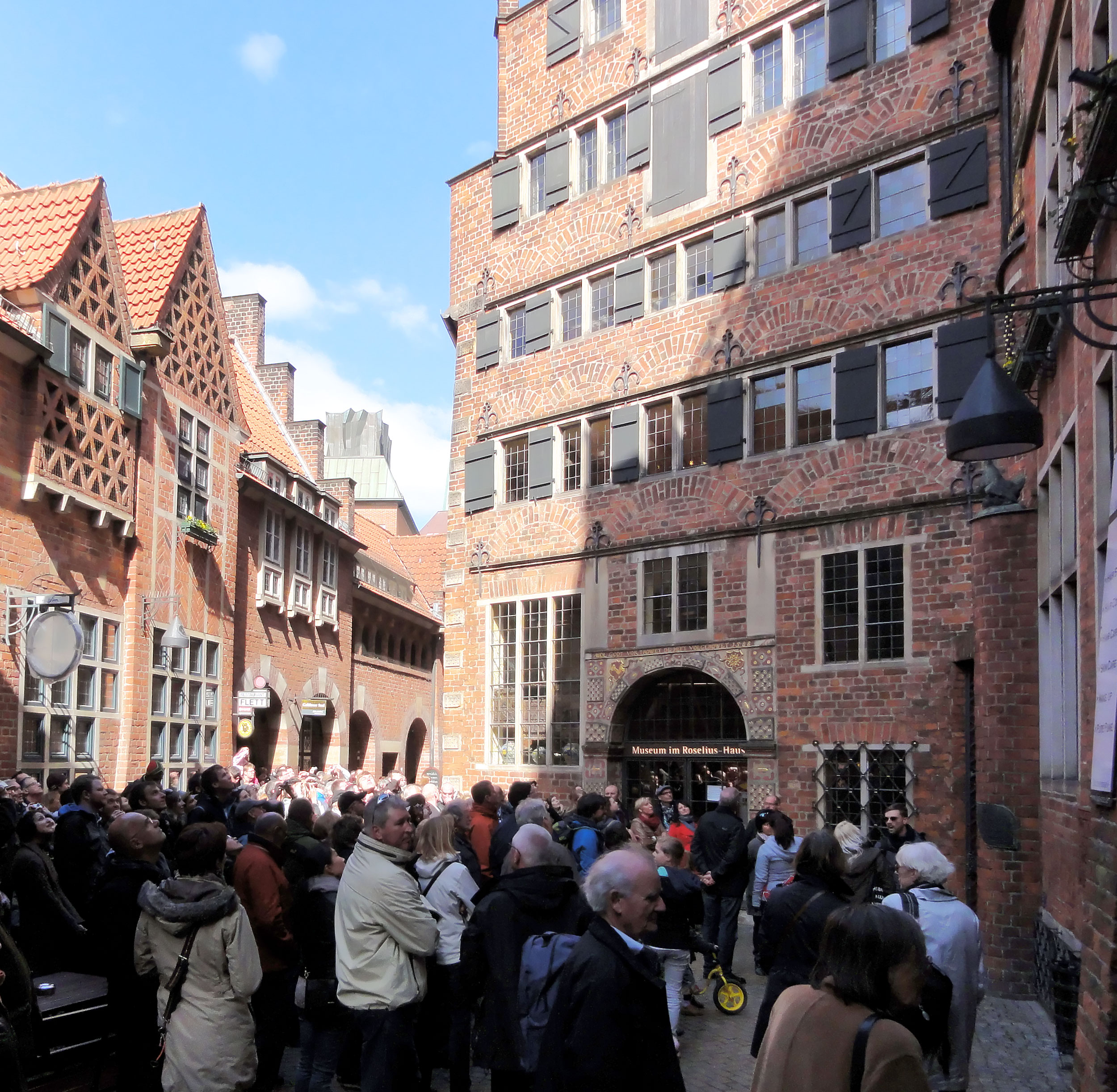
Böttcherstraße – „die heimliche Hauptstraße Bremens“

Die nahe dem Bremer Marktplatz gelegene Böttcherstraße zählt aufgrund ihrer Architektur zu den Kulturdenkmalen und Touristenattraktionen in Bremen und gilt als „die heimliche Hauptstraße der Stadt“. Zudem ist sie mit einer Länge von 108 Metern die eine kürzere Straße in Bremen. Die kürzeste Bremer Straße ist, mit weniger als 26 Metern, Jacobshof.
Es gibt zahlreiche Straßen, Wege und Plätze, die „nur eine Hausnummer“ haben, wie zum Beispiel alleine bei denjenigen, deren Name mit dem Buchstaben „A“ beginnt (Stand: Dezember 2018): Die Allensteiner Straße in der Gartenstadt Vahr, der Alnokweg in Arbergen, die Straße Alter Schulweg in Fähr-Lobbendorf, der Platz Am Hohentorsplatz in Hohentor, die Straße Am Stadtwaldsee in Lehe und die Anton-Tucher-Straße in Hemelingen.
Außerdem gibt es zahlreiche Straßen und Wege in Bremen, die ohne amtliche Bebauung sind. Hierbei handelt es sich meist um Straßen und Wege in Parks, Grünanlagen und Kleingartengebieten usw., Verbindungswege in Wohngebieten, Straßen und Wege in Gewerbe-, Industrie- und Hafengebieten sowie um Autobahnzubringer und dergleichen mehr.
Haupteinkaufsstraßen in Bremen sind die als Fußgängerzone ausgebildeten Obern- und Sögestraße und deren Umfeld mit teils überdachten Einkaufspassagen in der Innenstadt. Die Obernstraße gehört zu den 25 meistbesuchten Einkaufsstraßen Deutschlands (April 2018: Platz 14).

## Geschichte
Der etwa 23 Kilometer lange Dünenzug von Bremen-Burg bis Mahndorf prägte die erste Besiedlung und das Straßennetz von Bremen. Nördlich der Lesum schließt sich der Südrücken der Osterholzer Geest mit einem Siedlungsband von Bremen-Nord bis Schwanewede an, mit teilweise steilen Abhängen zur Weser.

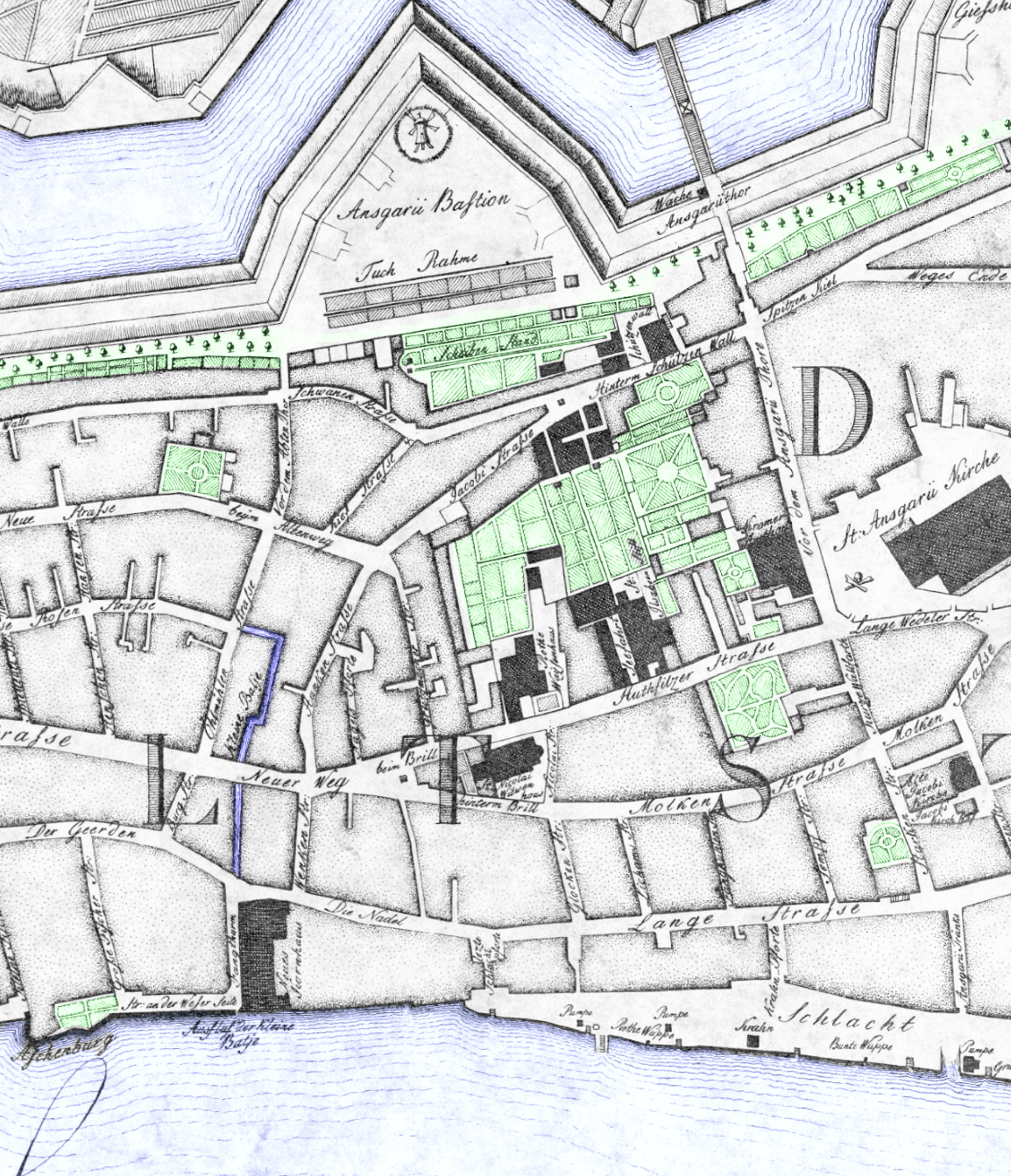
Bremen 1796 (Murtfeld-Plan): Der Straßenzug Nicolai Str. – Hanken Str. – Wenken Str. entspricht dem Verlauf der inneren Mauer

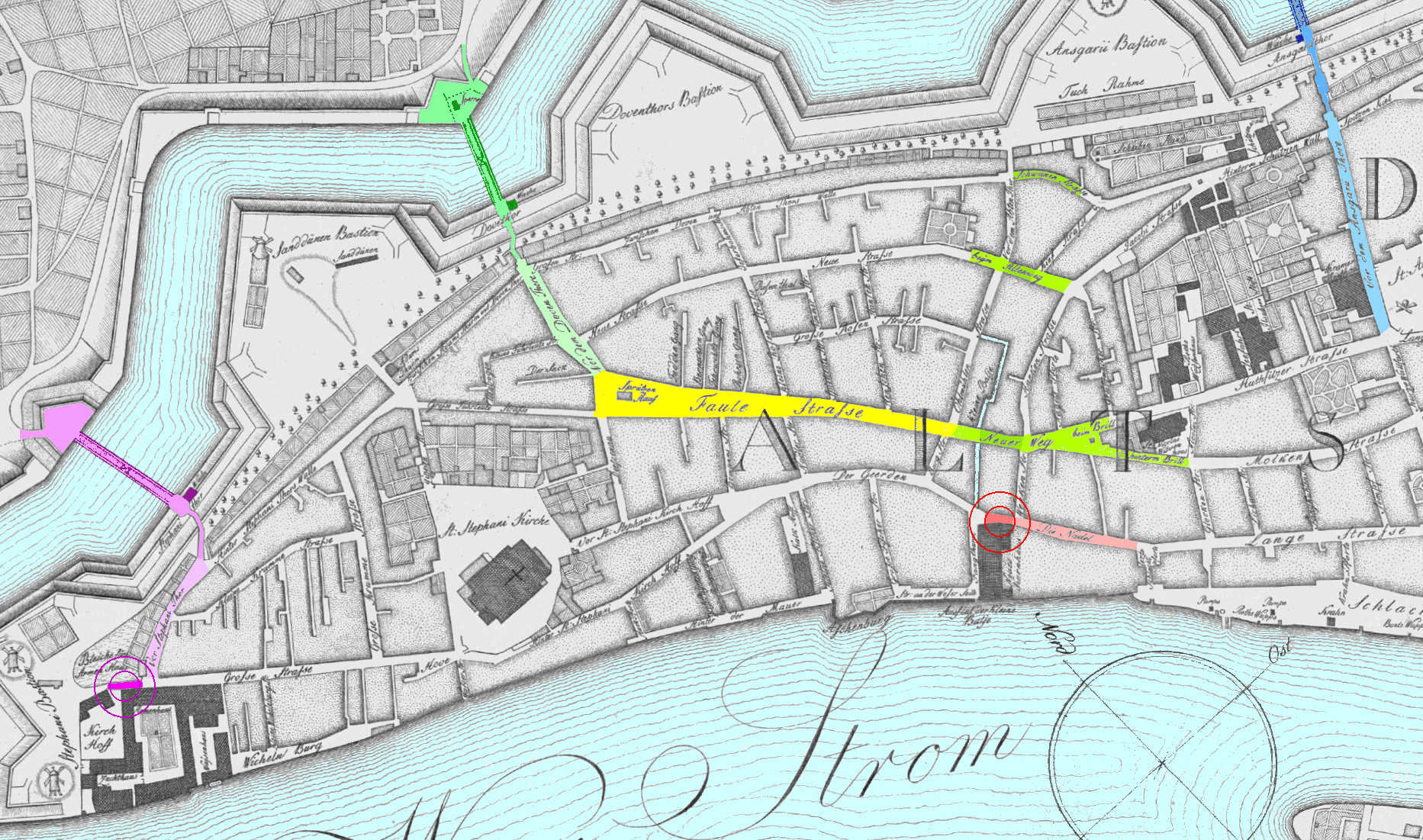
Stephaniviertel im Murtfeldt-Plan 1796: Straßennetz noch wie um 1600 (gelb = Faulenstraße)

Bremen wurde im Jahre 780 erstmals erwähnt und war zu dieser Zeit noch ein sehr kleiner Ort. Auf dem höchsten Punkt der Düne entstand um 789 eine Holzkirche als erster Bremer Dom. Es folgte seit dem 13. Jahrhundert der Bau des heutigen Doms. Um den Sitz des Erzbischofs im Erzbistum Bremen wuchs seit 848/849 der Ort, der im Jahr 888 das Marktrecht erhielt. Der Markt fand am Ufer der Balge und oberhalb statt; wohl schon auf der oberen Fläche des heutigen Bremer Marktplatzes. Von der Domburg und vom Markt aus entwickelte sich ein Straßennetz mit Obern-, Langen- und Sögestraße sowie der Platz an der Marktkirche St. Veits, die später (1220) Liebfrauenkirche hieß, mit dem Unser Lieben Frauen Kirchhof. Im frühen Mittelalter entwickelte sich Bremen 1186 zur civitas Bremensis mit Stadtrecht als Freie Reichsstadt. Ein Straßennetz entstand zwischen Weser und der Bremer Stadtmauer von 1229, die zunächst nur die östliche Altstadt bis zum heutigen Straßenzug Nicolai Straße – Hankenstraße – Straße Fangturm umfasste. Im 13. Jahrhundert weitete sich Bremen in Richtung Westen aus und bestand nun aus vier Kirchspielen.
Die ältesten in Quellen benannten Straßen in Bremen sind:
- 1157: Obernstraße als platea superior, 1374 als Overenstrate
- 1234: Langenstraße als longa platea
- 1250: Schlachte als slait
- 1261: Sögestraße als platea porcorum, 1306 als Soghestrate
- 1374: Knochenhauerstraße als Knokenhowerstrate

Stephaniviertel: Das Kirchspiel von St. Stephani, um 1139, das heutige Stephaniviertel, wurde erst ab 1307 mit der stadtmure umme sunte Steffens in die Stadtbefestigung einbezogen. Rund um die Stephanikirche gab es schon vorher Straßen. Einzige Verbindung der beiden Altstadtbereiche war das Tor, die Natel (auch Nadel) von 1284, ein Nadelöhr im örtlichen Straßenverkehr. Die Faulenstraße wurde 1365 erstmals erwähnt. Die innere Mauer zwischen den beiden Stadtbereichen verschwand 1551 und der Torbau, am Ende der Langenstraße, erst kurz vor 1660. Die Straßenverbindungen zwischen Stephaniviertel und Altstadt wurden hergestellt.
Abbau der Befestigungsanlagen: Von 1802 bis 1811 wurden die Befestigungsanlagen entfernt, die Bremer Wallanlagen angelegt und die Contrescarpe im 19. Jahrhundert bebaut.

Auf der Neustadtsseite erfolgte im 1623 befestigten Bereich eine zögerliche Besiedlung. Die u. a. Neue Allee (heute nördlicher Teil der Langemarckstraße), Braut-, Grünen-, Süder-, Wester- und Osterstraße und ein rechtwinkliges Straßennetz mit dem Markt (platz) in der Newestatt (heute Lucie-Flechtmann-Platz), dem Pferd Markt (heute Neuer Markt) und dem Grüne Kamp, wurden angelegt. Die Befestigungsanlage wurde ab 1805 abgetragen, die Neustadtswallanlagen angelegt und die Neustadtscontrescarpe besiedelt.
Heerstraßen: In der Bremer Franzosenzeit wurden um 1812 und danach vorhandene Wege, Chausseen bzw. Landstraßen zu Heerstraßen ausgebaut und später so benannt wie u. a. die Arberger Heerstraße, Arster Heerstraße, Borgfelder Heerstraße, Bremer Heerstraße, Bremerhavener Heerstraße, Burger Heerstraße, Grambker Heerstraße, Gröpelinger Heerstraße, Hastedter Heerstraße, Hemelinger Heerstraße, Horner Heerstraße, Huchtinger Heerstraße, Kattenturmer Heerstraße, Leher Heerstraße, Lilienthaler Heerstraße, Mahndorfer Heerstraße, Oberneulander Heerstraße, Oslebshauser Heerstraße, Osterholzer Heerstraße, Rockwinkler Heerstraße, Schwachhauser Heerstraße, Sebaldsbrücker Heerstraße, Waller Heerstraße und Warturmer Heerstraße.
Ringstraße: Die Verkehrsplanung der 1860/70er Jahre von Baudirektor Alexander Schröder sah eine Ringstraße (Schröderring) um den Kern der Stadt vor, zu dem der Waller Ring, Osterfeuerberger Ring, Utbremer Ring, Schwachhauser Ring, die Kirchbachstraßem die Bennigsenstraße und die Georg-Bitter-Straße gehörten und der bis auf eine Straße durch den Bürgerpark verwirklicht wurde. In den 1920er und 1950er Jahren wurde die Ringstraßenidee für Bremen links der Weser um die Brücke über die Weser (heute Karl-Carstens-Brücke), Habenhauser Brückenstraße, Neuenlander Straße und Oldenburger Straße (heute Bundesstraße B 75) erweitert.
Straßendurchbrüche: Durch die neuen Bahnlinien und den ersten Hannoverschen Bahnhof entstand bis 1875 die neue Kaiserstraße, die zur neuen Kaiserbrücke über die Weser in Richtung Neustadt führte. Für diesen die Altstadt trennenden Straßendurchbruch mussten mehrere Straßen weichen und die Langenstraße wurde erstmals geteilt. 1902 wurde aus verkehrstechnischen Gründen der Platz Am Brill als Knotenpunkt von Kaiserstraße (heute Bürgermeister-Smidt-Straße), Hutfilterstraße und Am Neuen Weg/Faulenstraße ausgebaut. 1952 kam für die zerstörte Kaiserbrücke die neue Bürgermeister-Smidt-Brücke.

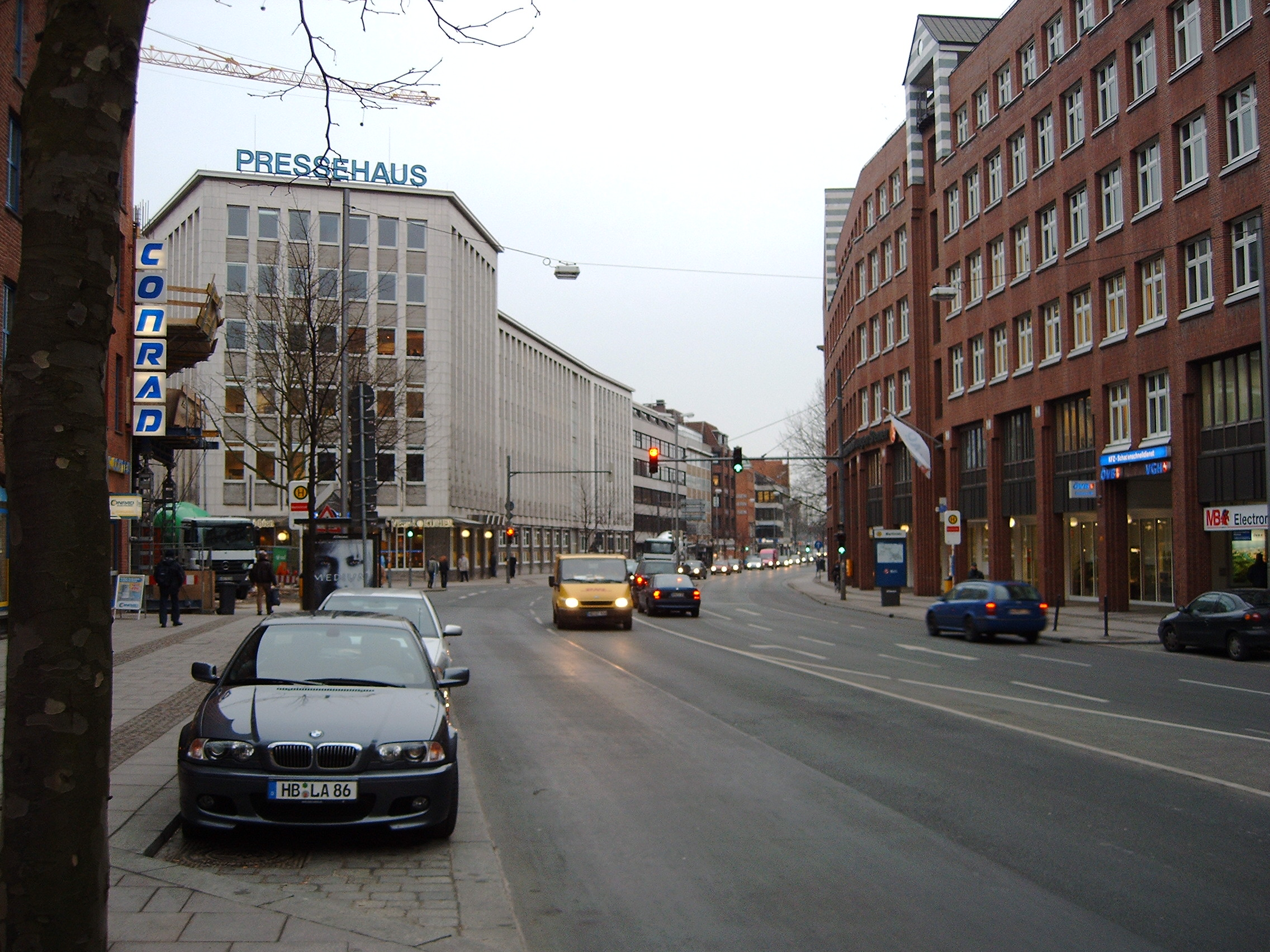
Martinistraße, 2006

Ab 1953 bis 1961/62 entstand der Martinidurchbruch als neue Martinistraße zwischen Am Brill und Große Weserbrücke, welche die alte Langenstraße erheblich unterbrach und sowohl die Einkaufszone Obernstraße als auch den Stadtkern um Marktplatz, Rathaus und Dom deutlich von der Weser abtrennte.
Die in den 1950/60er Jahren geplante Mozarttrasse im Ortsteil Ostertor und in der Neustadt (Höhe Kirchweg) als Teil einer Ringstraße wurde nach massiven Protesten der Bürger und von Teilen der Bremer SPD (Ortsvereine Altstadt, Neustadt, Buntentor) nicht gebaut; verblieben ist der dafür vorgesehene Rembertiring.
In Vegesack, das 1803 zu Bremen kam und sich als zentrales Mittelzentrum in Bremen-Nord entwickelte, bestehen u. a. die Fußgängerzonen und Einkaufsstraßen vom Sedanplatz bis zum Vegesacker Bahnhofsplatz als Gerhard-Rohlfs-Straße von nach 1780 und Reeder-Bischoff-Straße von 1780 sowie u. a. die Alte Hafenstraße aus dem 17. Jahrhundert und die Weserstraße von nach 1780.
Stadtteile: Die Straßennetze der meisten Stadt- und Ortsteile orientieren sich oft an älteren Landstraßen, von denen zumeist rechtwinklig die Querstraßen das Gebiet erschließen. In Huchting besteht ein Straßenring aus Kirchhuchtinger Landstraße, Huchtinger Heerstraße und neuer Heinrich-Plett-Allee.
Als überörtliche Straßen, hier nicht weiter vertieft, durchqueren Bremen verschiedene Autobahnen und Bundesstraßen:
- Autobahnen A 1, A 27, A 270 (Bremen-Nord) und A 281 (Bremen-Süd)
- Bundesstraßen B 6, B 6n, B 74 ex. B 74n (Bremen-Nord) und B 75 (Bremen-Süd)

Historische Stadtpläne (vom 16. bis 20. Jh.) zeigen die zunehmende Ausbreitung der Stadt und des Straßennetzes
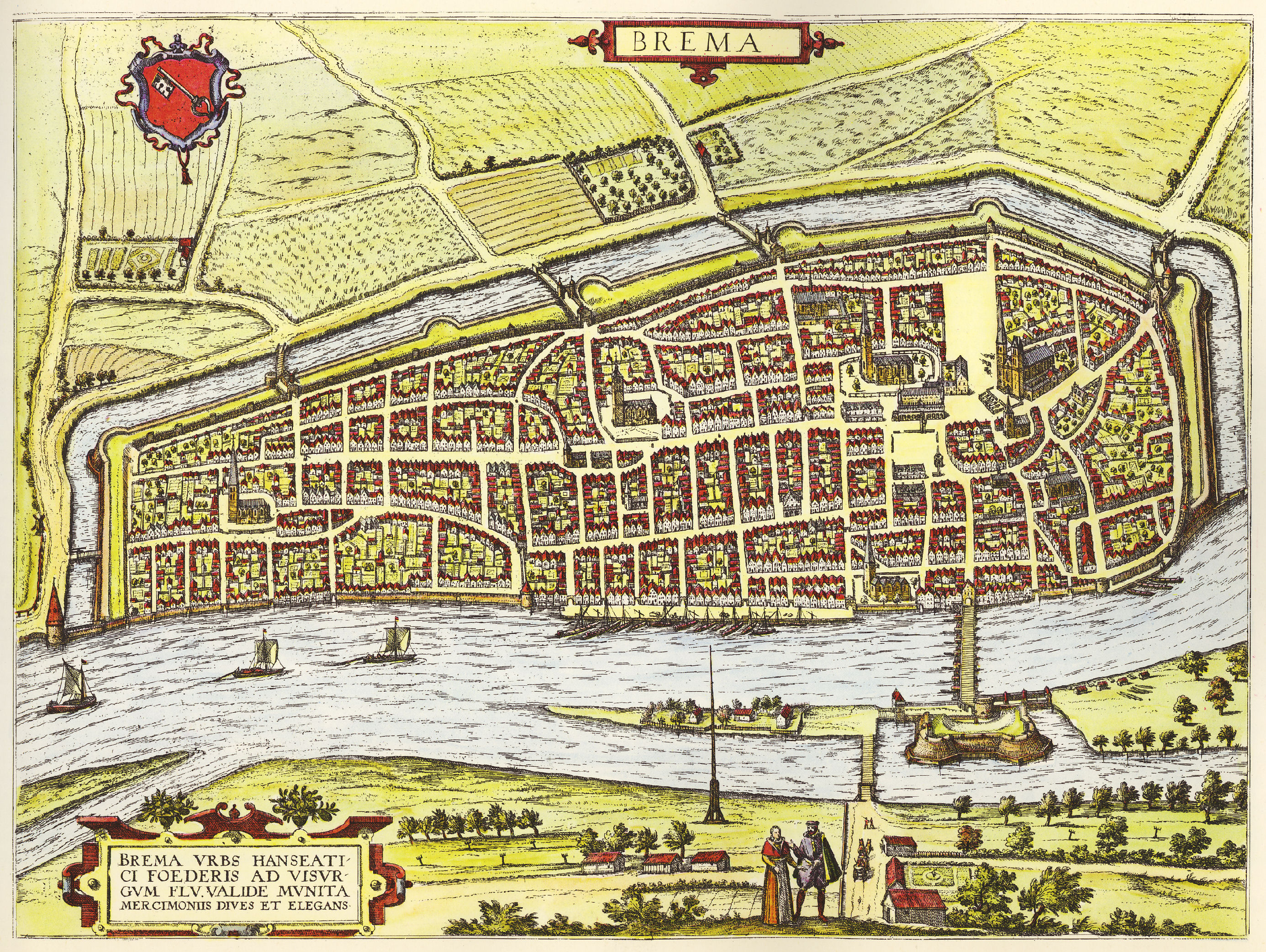
Hogenberg-Plan 1588/89
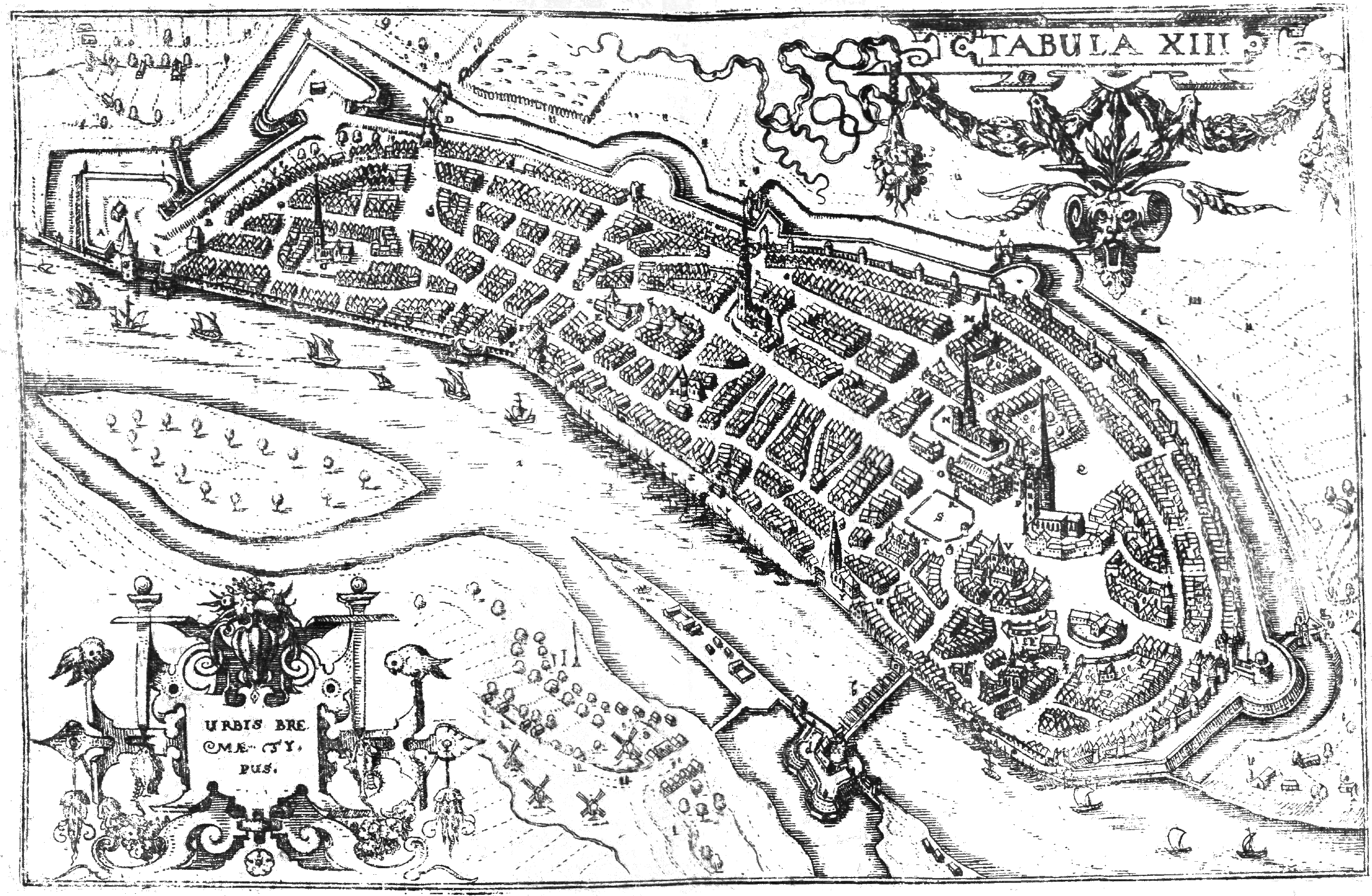
Dilich-Plan 1603
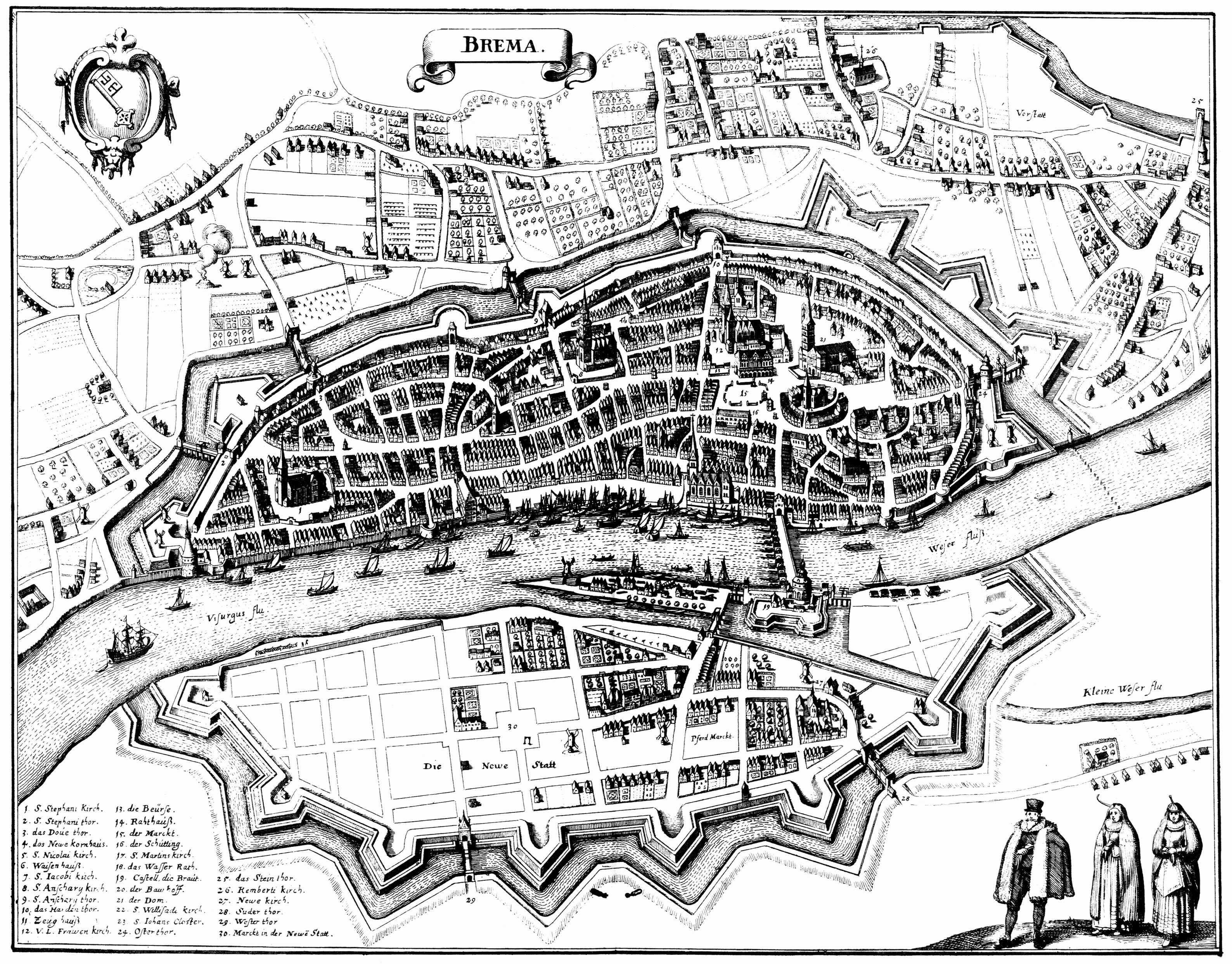
Merian-Plan 1641: Unten die Alte Neustadt
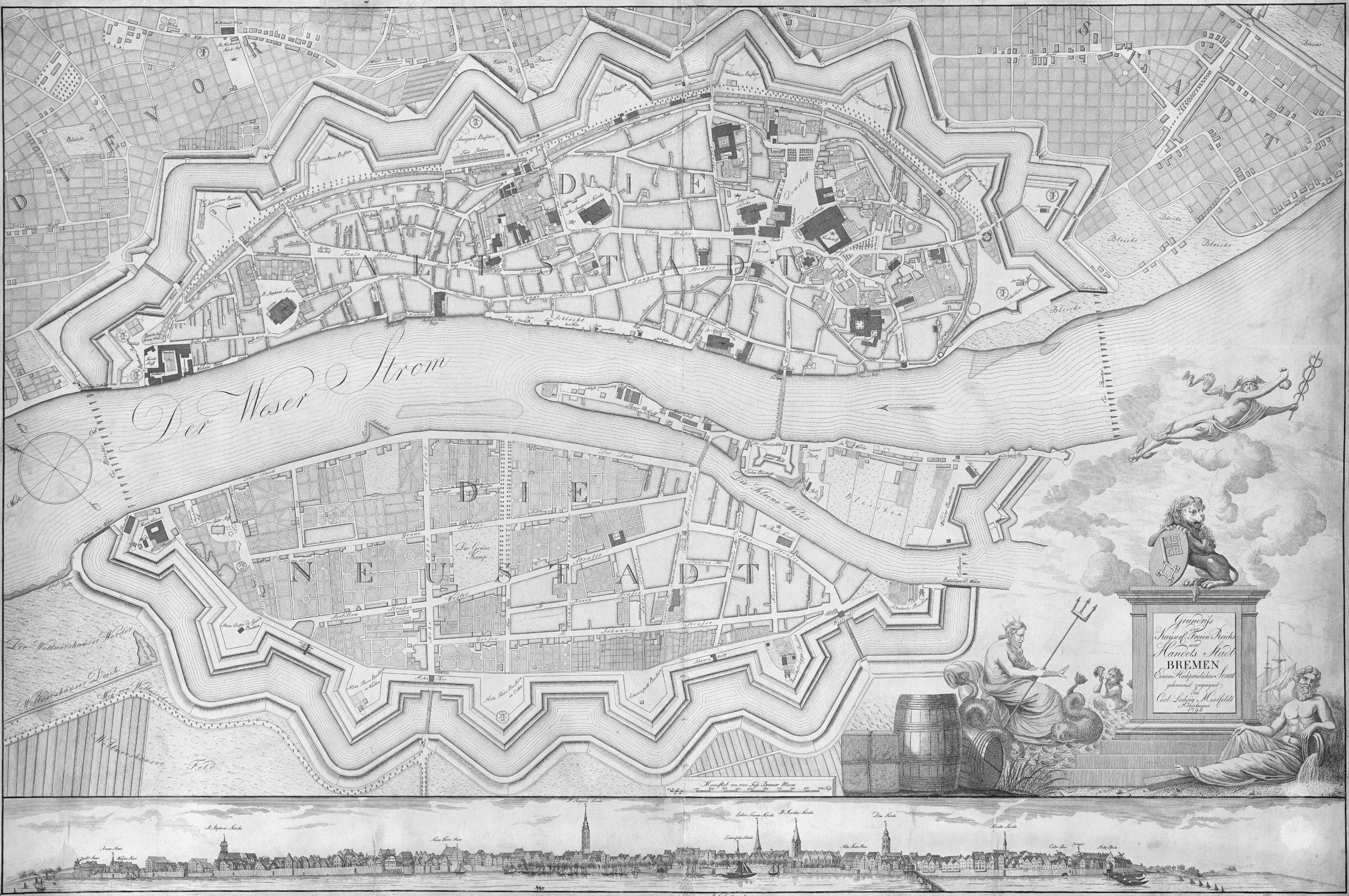
Murtfeldt-Plan 1796
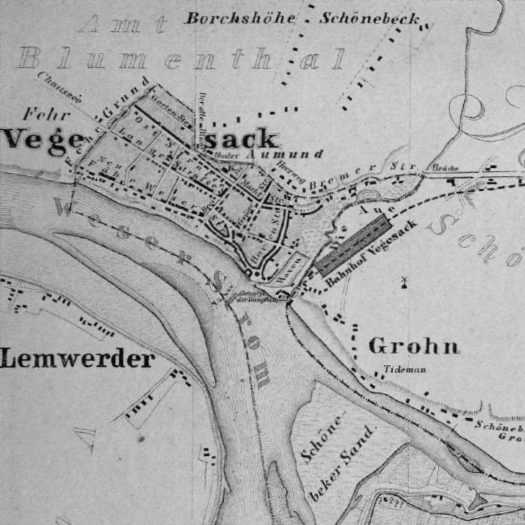
Vegesack 1860
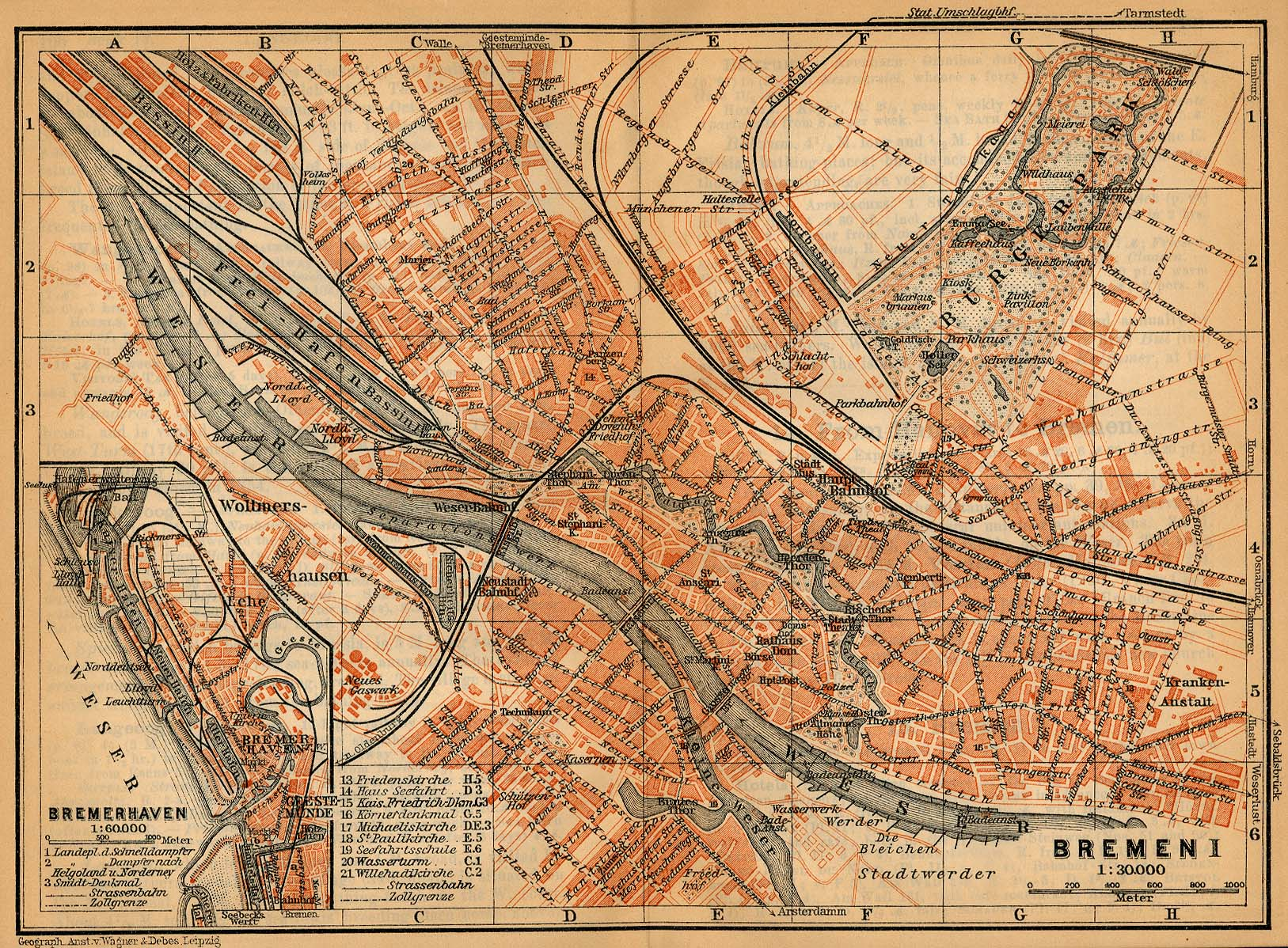
Verlag Karl Baedeker: Bremen / Bremerhaven Stadtplan 1910

## Straßen der Altstadt

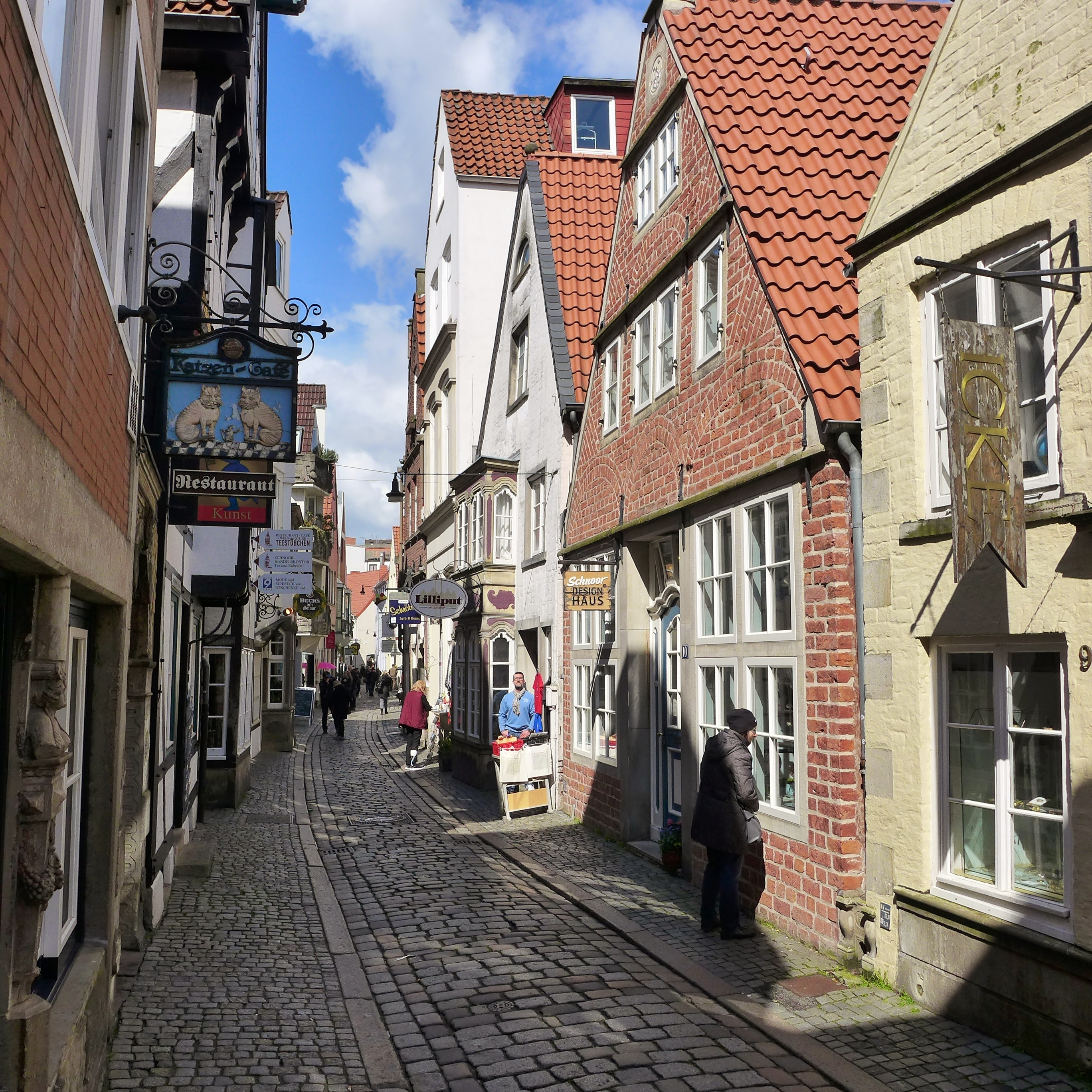
Schnoor, 2016

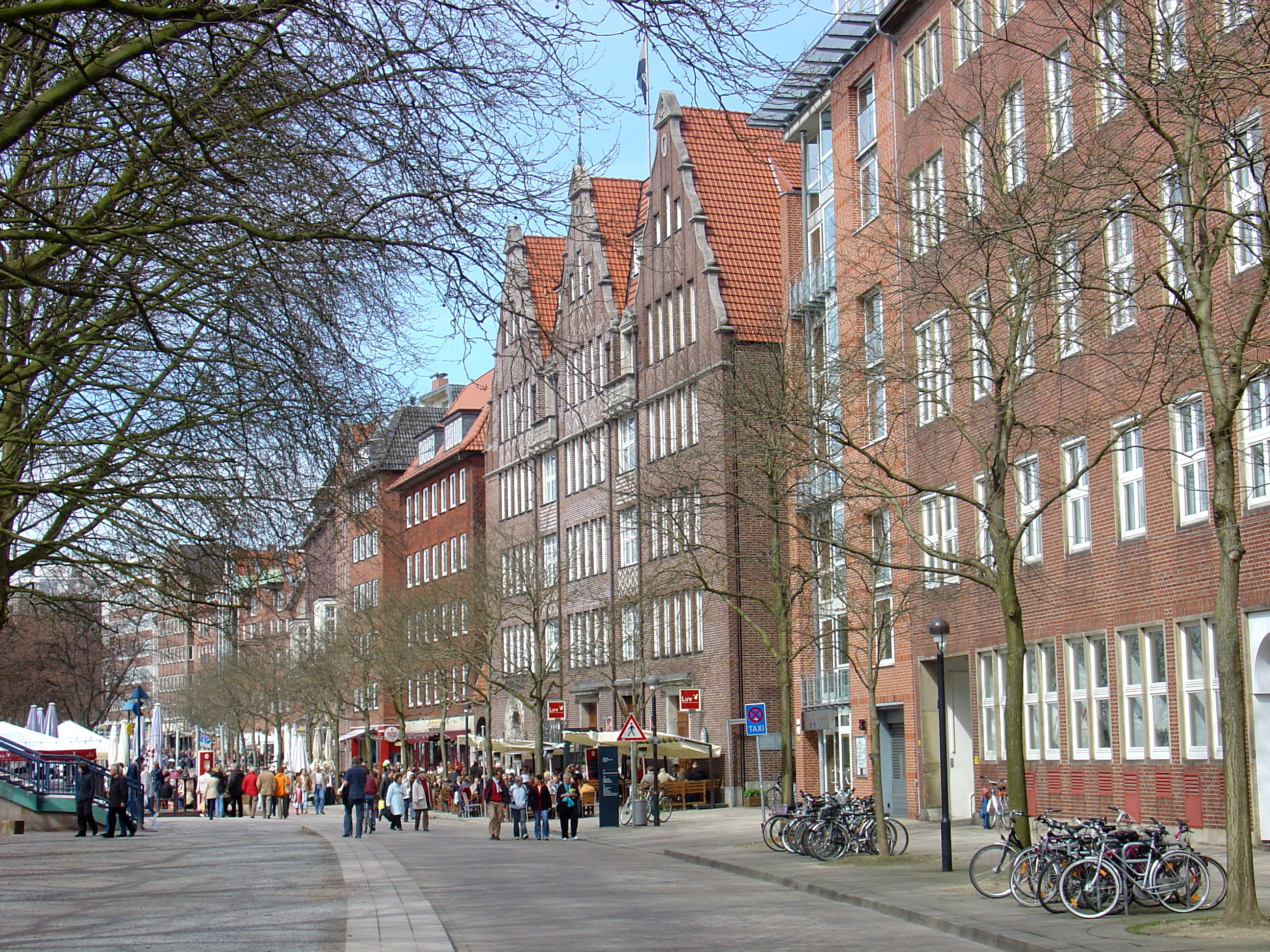
Schlachte, 2006

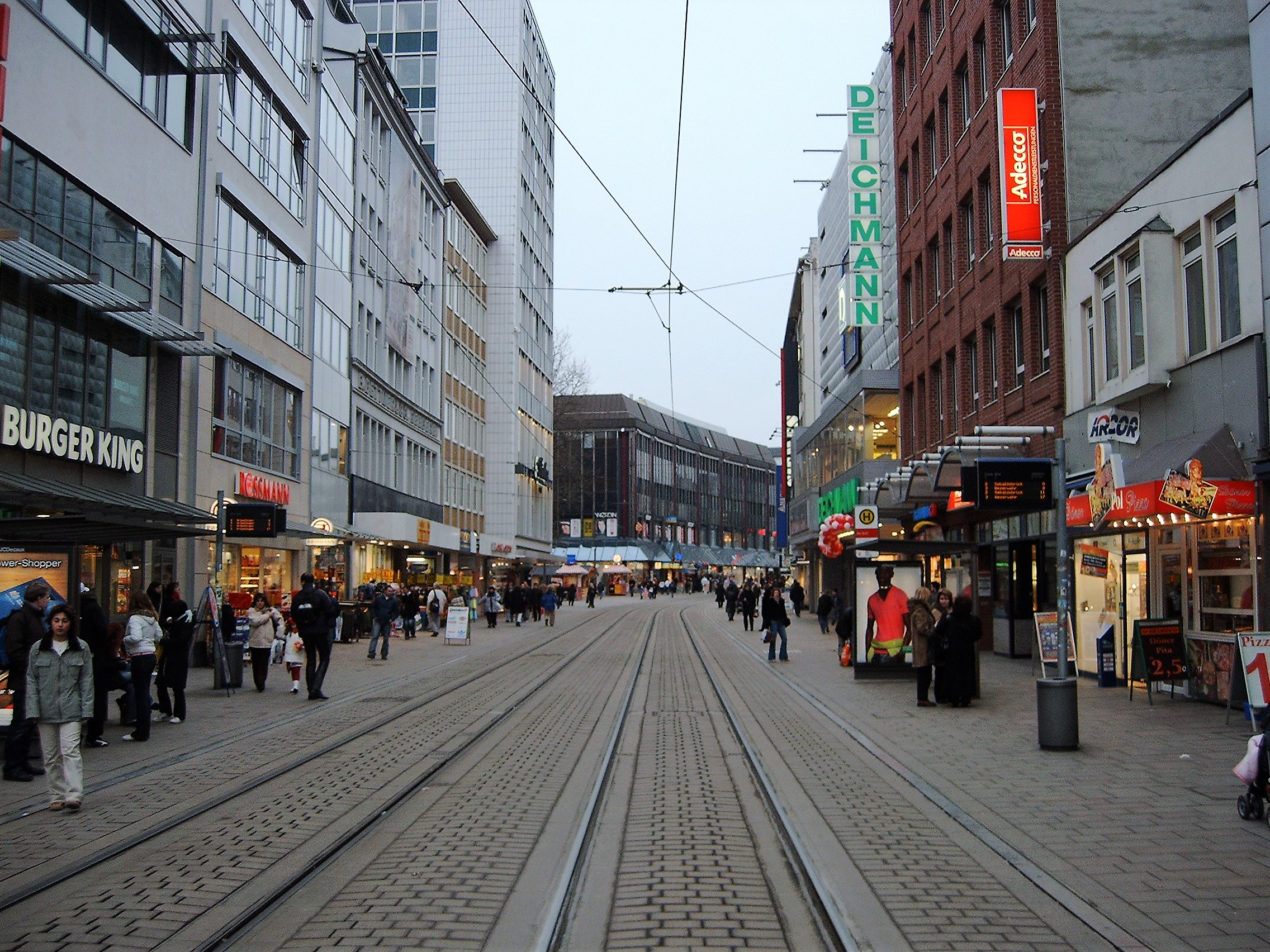
Hutfilterstraße, 2006

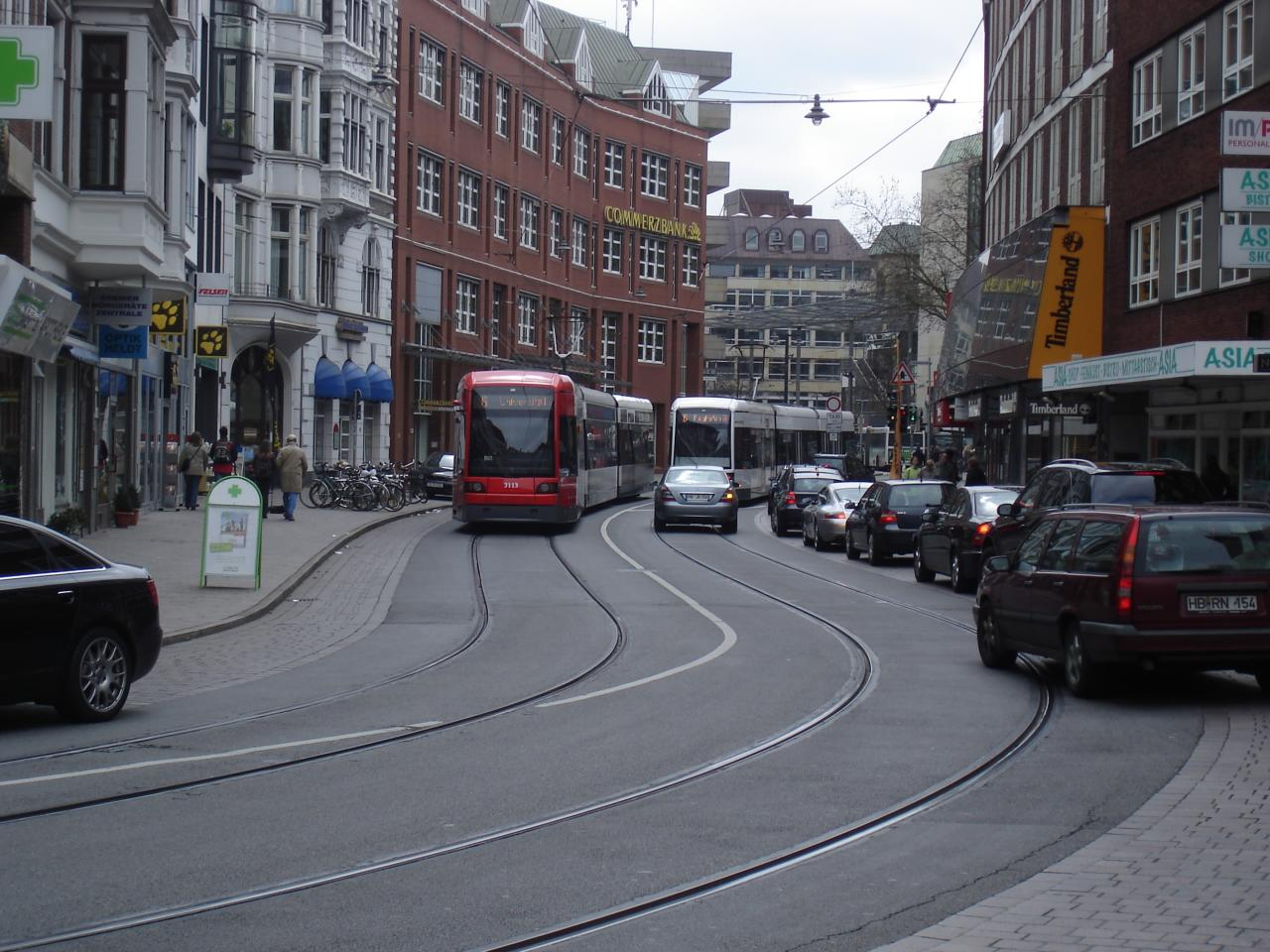
Schüsselkorb, 2008

Den Altstadtstraßen kommt wegen ihrer zentralen Lage und ihrer Geschichte eine besondere Bedeutung zu. Erstmals erwähnt wurden
- in Längsrichtung folgende Straßen:
  - Obernstraße, 1157 als „platea superior civitas“ und 1374 als Overenstrate genannt, heute Fußgängerzone und Haupteinkaufsstraße
  - Langenstraße, 1234 als longa platea
  - Schnoor, 13. Jahrhundert, Fußgängerstraße und Stadtquartier
  - Schlachte, 1250 als slait, Weg an der Kajenbefestigung, heute Weserpromenade
  - Tiefer, 1333 als Tivera, heute Uferpromenade
  - Faulenstraße, 1365 als Vulenstraße
  - Geeren, im Mittelalter, Straße im Stephaniviertel vom 11. Jh.
  - Knochenhauerstraße, 1374 als Knokenhowerstrate, heute Fußgängerstraße
  - Hutfilterstraße, 1455 als Hotfilterstrate
  - Schüsselkorb, im 15. Jahrhundert als Scottelkorf
  - Violenstraße im Mittelalter Grenze der Dominsel (Bremen)
  - Am Brill, im 17. Jahrhundert als Straße Hinter dem Brill
  - Am Wall, 1802
  - sowie Herdentorwallstraße, Lloyd-Passage, Queerenstraße, Pelzerstraße,
- sowie in Querrichtung dazu folgende Straßen:
  - Sögestraße, 1261 als patea porcorum und 1306 als Soghestrate genannt, heute Fußgängerstraße
  - Böttcherstraße, im Mittelalter, heute Fußgängerstraße
  - ab Obern- und Hutfilter Straße: Kleine und Große Waagestraße, Kahlenstraße, Pieperstraße (Bremen), Papenstraße, Carl-Ronning-Straße, Kleine Hundestraße, Kurze Wallfahrt, Ansgaritorwallstraße
  - ab Knochenhauerstraße: Carl-Ronning-Straße, Kleine Hundestraße, Papenstraße, Herdentorwallstraße
  - ab Schüsselkorb: Museumstraße, Katharinenstraße
  - ab Faulenstraße: Hankenstraße, Wenkenstraße, Ölmühlenstraße, Heinkenstraße, Töferbohmstraße, Diepenau, Fuhrleutehof, Vor Stephanitor, Stephanitorsteinweg
  - ab Geeren: Fangturm, Aschenburg, Große Fischerstraße, Heinkenstraße, Kalkstraße, Großenstraße, Diepenau, Stephanikirchhof
  - ab Schnoor: Marterburg

Überdachte Einkaufspassagen in der Altstadt sind: Lloyd-Passage von 1990, Katharinen-Passage von 1984, Domshof-Passage von 1998 sowie Lloydhof/Ansgarii-Passage aus den 1980er Jahren.

## Längere und kurze Straßen

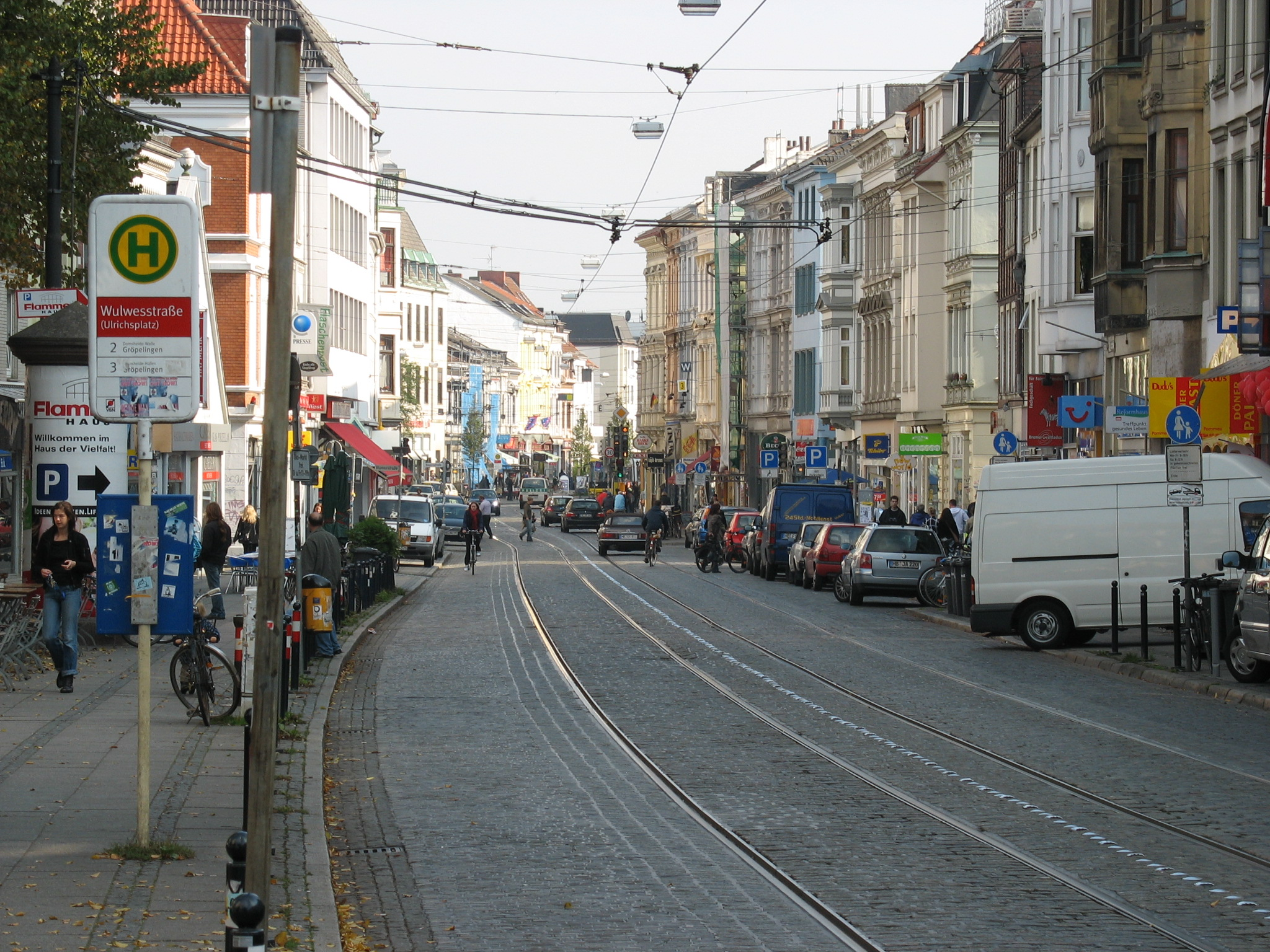
Ostertorsteinweg, 2006

Die Straßenliste der längsten Straßen (>1000 Meter) enthält den Straßennamen, den hauptsächlichen Stadtteil oder Ortsteil, das Jahr oder Jahrhundert der ersten Erwähnung oder Erstellung, die Länge in Meter in Bremen und die höchste Hausnummer in der Straße.
Die höchsten Hausnummern haben:
1. Kornstraße mit Nr. 648,
2. Buntentorsteinweg Nr. 594,
3. Woltmershauser Straße Nr. 574,
4. Hemmstraße Nr. 500,
5. Waller Straße Nr. 454,
6. Hastedter Heerstraße Nr. 447,
7. Bismarckstraße Nr. 444 und
8. Neuenlander Straße Nr. 444,
9. Nordstraße Nr. 425 und
10. Gröpelinger Heerstraße Nr. 413.[11]

Die Habenhauser Brückenstraße hingegen hat nur eine Hausnummer.
| Straßenname                | Stadtteil                   | von         | Länge [m] | höchste Hausnr. |
| -------------------------- | --------------------------- | ----------- | --------- | --------------- |
| Waller Straße              | Blockland                   | 12. Jh.     | 7200      | 454             |
| Senator-Apelt-Straße       | Woltmershausen, Häfen       | 1964        | 6780      | 200             |
| Stromer Landstraße         | Strom (Bremen)              | 13. Jh.     | 6780      | 153             |
| Am Großen Moordamm         | Borgfeld                    |             | 6646      | 134             |
| Lesumbroker Landstraße     | Burglesum                   |             | 6300      | 296             |
| Hochschulring (Bremen)     | Horn-Lehe                   | 1971        | 4100      | 40              |
| Am Lehester Deich          | Horn-Lehe                   | 12. Jh.     | 4000      | 159             |
| Oberneulander Landstraße   | Oberneuland                 | 1812        | 3800      | 218             |
| Heinrich-Plett-Allee       | Huchting                    | 1963        | 3700      | 96              |
| Neuenlander Straße         | Neustadt                    | 13. Jh.     | 3500      | 444             |
| Schwachhauser Heerstraße   | Schwachhausen               | 16. Jh.     | 3400      | 369             |
| Ludwig-Roselius-Allee      | Osterholz, Vahr, Hemelingen | 1962        | 3350      | 317             |
| Osterholzer Heerstraße     | Osterholz                   | 1812        | 3300      | 236             |
| Parkallee                  | Schwachhausen               | 1888        | 3300      | 301             |
| Osterdeich                 | Mitte, Östliche Vorstadt    | ab 1850     | 3000      | 151             |
| Turnerstraße               | Blumenthal                  |             | 3000      | 295             |
| Langemarckstraße           | Neustadt                    | 17. Jh.     | 1400      | 331             |
| Hammersbecker Straße       | Vegesack                    | 19. Jh.     | 2800      | 228             |
| Leher Heerstraße           | Horn-Lehe                   | 1816/19     | 2700      | 247             |
| Kurfürstenallee            | Schwachhausen, Vahr         | 1910        | 2700      | 130             |
| Friedrich-Ebert-Straße     | Neustadt                    | 1900        | 1300      | 216             |
| Oslebshauser Heerstraße    | Gröpelingen                 | Mittelalter | 2700      | 295             |
| Gröpelinger Heerstraße     | Gröpelingen                 | 1812        | 2600      | 413             |
| Rekumer Straße             | Blumenthal                  | 12. Jh.     | 2600      | 203             |
| Huchtinger Heerstraße      | Huchting                    | 12. Jh.     | 2400      | 200             |
| Kornstraße                 | Neustadt                    | 19. Jh.     | 2400      | 648             |
| Stader Landstraße          | Burglesum                   | 12. Jh.     | 2400      | 100             |
| Woltmershauser Straße      | Woltmershausen              | 17. Jh.     | 2400      | 574             |
| Arsterdamm                 | Obervieland                 | 13. Jh.     | 2400      | 193             |
| Habenhauser Landstraße     | Neustadt, Obervieland       | 13. Jh.     | 2400      | 285             |
| Richard-Boljahn-Allee      | Vahr                        | 20. Jh.     | 2250      | 2               |
| Farger Straße              | Blumenthal                  |             | 2200      | 136             |
| Hastedter Heerstraße       | Hemelingen                  | 1812        | 2200      | 447             |
| Bismarckstraße             | Östliche Vorstadt           | 1872        | 2200      | 444             |
| Vahrer Straße              | Vahr, Hemelingen            | Mittelalter | 2200      | 296             |
| Buntentorsteinweg          | Neustadt                    | 1564        | 2150      | 594             |
| Habenhauser Brückenstraße  | Obervieland                 | 1971        | 2150      | 1               |
| Lilienthaler Heerstraße    | Horn-Lehe                   | 12/13. Jh.  | 2150      | 384             |
| Kirchhuchtinger Landstraße | Huchting                    | 13. Jh.     | 2100      | 243             |
| Universitätsallee          | Horn-Lehe                   | um 1971     | 2100      | 29              |
| Kattenturmer Heerstraße    | Obervieland                 | 13. Jh.     | 2050      | 350             |
| Sebaldsbrücker Heerstraße  | Hemelingen                  | 1812        | 2000      | 306             |
| Konsul-Smidt-Straße        | Walle                       | 1927        | 2000      | 92              |
| Marcusallee                | Horn-Lehe                   | 19. Jh.     | 2000      | 65              |
| Rablinghauser Landstraße   | Woltmershausen              | 13. Jh.     | 2000      | 108             |
| Utbremer Ring              | Findorff                    | 19. Jh.     | 2000      | 237             |
| Contrescarpe               | Mitte                       | 18./19. Jh. | 1900      | 144             |
| Arster Heerstraße          | Obervieland                 | 13. Jh.     | 1900      | 212             |
| Hans-Bredow-Straße         | Osterholze                  |             | 1850      | 62              |
| Am Wall                    | Mitte                       | 1802        | 1800      | 207             |
| Arberger Heerstraße        | Hemelingen                  | 13. Jh.     | 1800      | 130             |
| Hasenbürener Landstraße    | Seehausen                   | 12. Jh.     | 1700      | 133             |
| Hemmstraße                 | Findorff                    | 12. Jh.     | 1700      | 500             |
| Mühlenstraße               | Blumenthal                  | 19. Jh.     | 1700      | 214             |
| Alfred-Faust-Straße        | Obervieland                 | um 1970     | 1600      | 151             |
| Hamburger Straße           | Östliche Vorstadt           | 19. Jh.     | 1600      | 323             |
| Kreinsloger                | Blumenthal                  | 17. Jh.     | 1600      | 149             |
| Landrat-Christians-Straße  | Blumenthal                  | 17. Jh.     | 1600      | 146             |
| Lüssumer Straße            | Blumenthal                  | 14. Jh.     | 1600      | 168             |
| Am Weidedamm               | Findorff                    | 19. Jh.     | 1500      | 209             |
| Kurt-Schumacher-Allee      | Vahr                        | um 1955     | 1500      | 97              |
| Nordstraße                 | Walle                       | 1841        | 1500      | 425             |
| Reepschlägerstraße         | Blumenthal                  |             | 1500      | 163             |
| Wardamm                    | Huchting                    | 1290        | 1500      | 118             |
| Grambker Heerstraße        | Burglesum                   | 17. Jh.     | 1450      | 157             |
| Hafenstraße                | Walle                       | 19. Jh.     | 1450      | 55              |
| Mahndorfer Heerstraße      | Hemelingen                  | 14. Jh.     | 1400      | 117             |
| Schwachhauser Ring         | Schwachhausen               | um 1900     | 1400      | 171             |
| Steffensweg                | Walle                       | 19. Jh.     | 1400      | 210             |
| Waller Heerstraße          | Walle                       | 1812        | 1400      | 296             |
| Duckwitzstraße             | Neustadt                    | um 1900     | 1300      | 69              |
| Fresenbergstraße           | Blumenthal                  |             | 1300      | 164             |
| Hannoversche Straße        | Hemelingen                  |             | 1300      | 148             |
| Theodor-Billroth-Straße    | Obervieland                 | um 1960     | 1300      | 129             |
| Konrad-Adenauer-Allee      | Vahr                        | 20. Jh.     | 1300      | 88              |
| Utbremer Straße            | Walle                       | 1326        | 1300      | 137             |
| Norderländer Straße        | Huchting                    |             | 1250      | 94              |
| Stresemannstraße           | Hemelingen                  | 20. Jh.     | 1250      | 76              |
| Bremer Heerstraße          | Burglesum                   | um 1812     | 1200      | 51              |
| Bremerhavener Heerstraße   | Burglesum                   | um 1812     | 1200      | 97              |
| H.-H.-Meier-Allee          | Schwachhausen               | 20. Jh.     | 1200      | 89              |
| Oberneulander Heerstraße   | Oberneuland                 | 1113        | 1200      | 184             |
| Stapelfeldtstraße          | Gröpelingen                 | 19. Jh.     | 1200      | 9               |
| Wachmannstraße             | Schwachhausen               | um 1900.    | 1200      | 174             |
| Thedinghauser Straße       | Neustadt                    | 1905        | 1200      | 131             |
| Hindenburgstraße           | Burglesum                   |             | 1180      | 79              |
| Beneckendorffallee         | Vahr                        | um 1960     | 1160      | 86              |
| Baumhauser Weg             | Obervieland,                | 18. Jh.     | 1150      | 109             |
| Karl-Marx-Straße           | Obervieland,                | 1971        | 1150      | 270             |
| Stader Straße              | Östliche Vorstadt           | 19. Jh.     | 1150      | 180             |
| August-Bebel-Allee         | Vahr                        | 1956        | 1100      | 288             |
| Aumunder Heide             | Vegesack                    | 19. Jh.     | 1100      | 96              |
| Bürgermeister-Spitta-Allee | Schwachhausen               | 19. Jh.     | 1100      | 62              |
| Christernstraße            | Hemelingen                  | 19. Jh.     | 1100      | 117             |
| Rönnebecker Straße         | Blumenthal                  |             | 1100      | 96              |
| Wätjenstraße               | Schwachhausen               | um 1900     | 1100      | 150             |
| Gastfeldstraße             | Neustadt                    | 1875        | 1100      | 148             |
| Münchener Straße           | Findorff                    | 19. Jh.     | 1050      | 152             |
| Arster Landstraße          | Obervieland                 | 13. Jh.     | 1000      | 107             |
| Bürgermeister-Smidt-Straße | Mitte                       | 18./19. Jh. | 1000      | 132             |
| Findorffstraße             | Findorff                    | 19. Jh.     | 1000      | 114             |
| Fleetrade                  | Hemelingen                  | 19. Jh.     | 1000      | 105             |
| Kulenkampffallee           | Schwachhausen               | 20. Jh.     | 1000      | 193             |
| Ostertorsteinweg           | Mitte-Ostertor              | 11. Jh.     | 1000      | 106             |
| Pappelstraße               | Neustadt                    | 1873        | 1000      | 102             |
| Pastorenweg                | Gröpelingen                 | 19. Jh.     | 1000      | 215             |
| Sankt-Jürgen-Straße        | Östliche Vorstadt           | 1862        | 1000      | 165             |
| Vegesacker Straße          | Walle                       | um 1870     | 1000      | 213             |
| Vor dem Steintor           | Östliche Vorstadt           | 1704        | 1000      | 224             |
| Dillener Straße            | Blumenthal                  | 16. Jh.     | 1000      | 118             |

Als sehr kurze Straßen sind zu nennen:
- Tannhäuser Platz mit 24 Meter (Östliche Vorstadt-Hulsberg)
- Hohen Pfad mit 30 Meter (Neustadt-Hohentor)
- Spiekerbartstraße mit 30 Meter (Mitte-Schnoor)